# أحمد منشي قمي
أحمد منشي قمي، المعروف أيضًا باسم غازي أحمد، كان مؤلفًا وخطاطًا فارسيًا.

## السيرة
وُلد غازي أحمد سنة 1547 في قم. كان ابن شرف الدين حسين قمي الكاتب في عهد سام ميرزا الصفوي في هرات. وعندما بلغ الحادية عشرة من عمره انتقل مع والده إلى مشهد وقضى في تلك المدينة عشرين عامًا. تحت حماية إبراهيم ميرزا، تلقى دروسًا من الأساتذة المشهورين مثل شاه محمود نيشابوري، ومير أحمد مشهدي [الإنجليزية]، ومالك ديلمي [الإنجليزية] حتى سن 31 عامًا. كان إبراهيم ميرزا رجلاً متعلمًا في مجال الفن والعلم، وعمل في مكتبته بعض الشعراء والخطاطين والرسامين البارزين. أمضى غازي أحمد شبابه في الدوائر الفنية في بلاط إبراهيم ميرزا. وكانت له علاقات مع العديد من أساتذة الرسم والخط من مكتبة إبراهيم ميرزا، وبفضل هذا استطاع أن يروي الكثير من التفاصيل عن حياة الفنانين في العصر الصفوي. عمله، جولستان حنر، يُقدم لنا فنانين عرفهم شخصيًا أو عرفهم عن طريق أشخاص آخرين موثوق بهم. وله كتب أخرى مثل "خلاصة التواريخ" وهو تاريخ الدولة الصفوية من صفي الدين الأردبيلي إلى أوائل عهد عباس الأول، وكذلك "مجمع الشعراء" و "مناقب الفضالة". وفي سنة 1599م غضب عباس الأول على غازي أحمد وأمر بعزله. وبعد أن فُصل، رحل إلى قم. في عام 1607م، التقى مولانا محمد أمير عقيلي رستمداري أردبيلي، الذي كان خطاطًا مشهورًا في ذلك الوقت. وقد كتب غازي أحمد عنه في جولستان حنر.